# Yessongs
Yessongs — первый концертный альбом британской рок-группы Yes, выпущенный 18 мая 1973 года.

## Описание
«Yessongs» был записан во время концертных туров Yes в период с февраля по декабрь 1972 года. Концерт, состоявшийся 15 декабря 1972 в Rainbow Theatre, был выпущен на видео с аналогичным названием — «Yessongs».
Альбом получил в основном позитивные отзывы от музыкальных рецензентов, наибольшая критика была направлена на качество звука. Максимальная позиция в чартах: № 7 в британском UK Albums Chart и № 12 в американском Billboard Top 200. Было продано более миллиона экземпляров альбома, 10 апреля 1998 года он получил сертификат платинового от RIAA.
«Yessongs» — это последний альбом Yes с участием барабанщика Билла Бруфорда, который появляется в двух треках альбома, и это первый альбом с участием Алана Уайта, который сменил Бруфорда и записывал все остальные песни. Бруфорд впоследствии возвращался для записи студийного альбома 1991 года «Union», где приняли участие оба ударника.

## Список композиций
Диск 1
| №  | Название                                | Музыка                               | Длительность |
| -- | --------------------------------------- | ------------------------------------ | ------------ |
| 1. | «Opening (Excerpt from Firebird Suite)» | Игорь Стравинский                    | 3:47         |
| 2. | «Siberian Khatru»                       | Джон Андерсон, Стив Хау, Рик Уэйкман | 9:03         |
| 3. | «Heart of the Sunrise»                  | Андерсон, Билл Бруфорд, Крис Сквайр  | 11:33        |

| №  | Название                                                                                                 | Музыка                         | Длительность |
| -- | --- | ------------------------------ | ------------ |
| 4. | «Perpetual Change»                                                                                       | Андерсон, Сквайр               | 14:12        |
| 5. | «And You and I" - I. "Cord of Life" - II. "Eclipse" - III. "The Preacher the Teacher" - IV. "Apocalypse» | Андерсон, Бруфорд, Хау, Сквайр | 9:33         |

| №  | Название                                    | Музыка        | Длительность |
| -- | ------------------------------------------- | ------------- | ------------ |
| 6. | «Mood for a Day»                            | Хау           | 2:53         |
| 7. | «Excerpts from The Six Wives of Henry VIII» | Уэйкман       | 6:37         |
| 8. | «Roundabout»                                | Андерсон, Хау | 8:33         |

Диск 2
| №  | Название                                                       | Музыка           | Длительность |
| -- | -------------------------------------------------------------- | ---------------- | ------------ |
| 1. | «I've Seen All Good People" - "Your Move" - "All Good People»  | Андерсон, Сквайр | 7:09         |
| 2. | «Long Distance Runaround"/"The Fish (Schindleria Praematurus)» | Андерсон, Сквайр | 13:37        |

| №  | Название | Музыка                | Длительность |
| -- | --- | --------------------- | ------------ |
| 1. | «Close to the Edge" - I. "The Solid Time of Change" - II. "Total Mass Retain" - III. "I Get Up, I Get Down" - IV. "Seasons of Man» | Андерсон, Хау, Сквайр | 18:13        |

| №  | Название                                                                | Музыка                                   | Длительность |
| -- | ----------------------------------------------------------------------- | ---------------------------------------- | ------------ |
| 1. | «Yours Is No Disgrace»                                                  | Андерсон, Сквайр, Хау, Бруфорд, Тони Кей | 14:23        |
| 2. | «Starship Trooper" - I. "Life Seeker" - II. "Disillusion" - III. "Würm» | Андерсон, Хау, Сквайр                    | 10:08        |

## Участники записи
- Джон Андерсон — вокал
- Крис Сквайр — бас-гитара, бэк-вокал
- Стив Хау — электро- и акустическая гитары, бэк-вокал
- Рик Уэйкман — клавишные
- Билл Бруфорд — ударные на «Perpetual Change» и «Long Distance Runaround»/«The Fish (Schindleria Praematurus)»
- Алан Уайт — ударные (все остальные композиции)